# Amarousio
Amarousio (in greco Μαρούσι?, Maroùsi, nota in italiano anche come Maroussi, Amaroussi o Amarousi) è un comune della Grecia situato nella periferia dell'Attica (unità periferica di Atene Settentrionale). La sua popolazione ammonta a 72.333 abitanti secondo il censimento del 2011.

## Geografia fisica
È una città suburbana a nord-est di Atene, Grecia ed è una delle più grandi circoscrizioni della capitale.

## Storia
Le origini della città non sono certe ma di certo risalgono a tempi molto antichi. Ora Amaroussi è il distretto finanziario di Atene e ospita la sede greca di molte multinazionali come Kodak, Bayer, Kimberly-Clark, Coca-Cola e Nestlé.

## Monumenti e luoghi d'interesse
Nella città è situato il Complesso sportivo olimpico di Atene, il più grande centro sportivo della nazione, vicino alla Scuola tedesca di Atene. Hanno sede in città anche gli studi della stazione televisiva ANT1.
L'area comunale di Amaroussi presenta una vasta area verde a nord-est, mentre il resto del territorio è occupato da edifici residenziali, commerciali e industriali.

## Amministrazione

### Gemellaggi
La città è gemellata con:
- Faenza dal 1992

## Infrastrutture e trasporti
La città è servita da due stazioni delle ferrovie suburbane e da quattro stazioni delle ferrovie ISAP.

## Galleria d'immagini

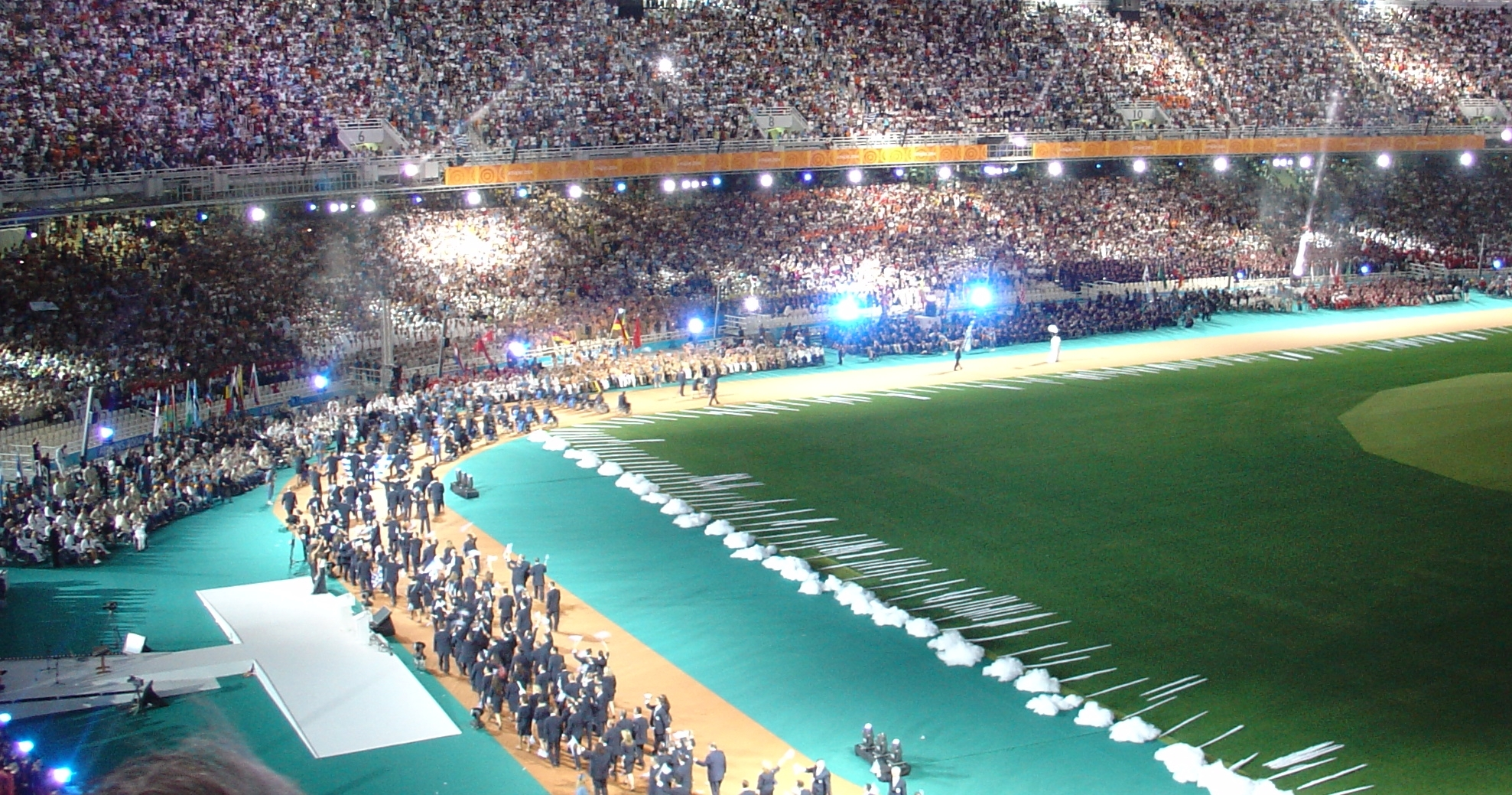
Lo Stadio Olimpico di Atene
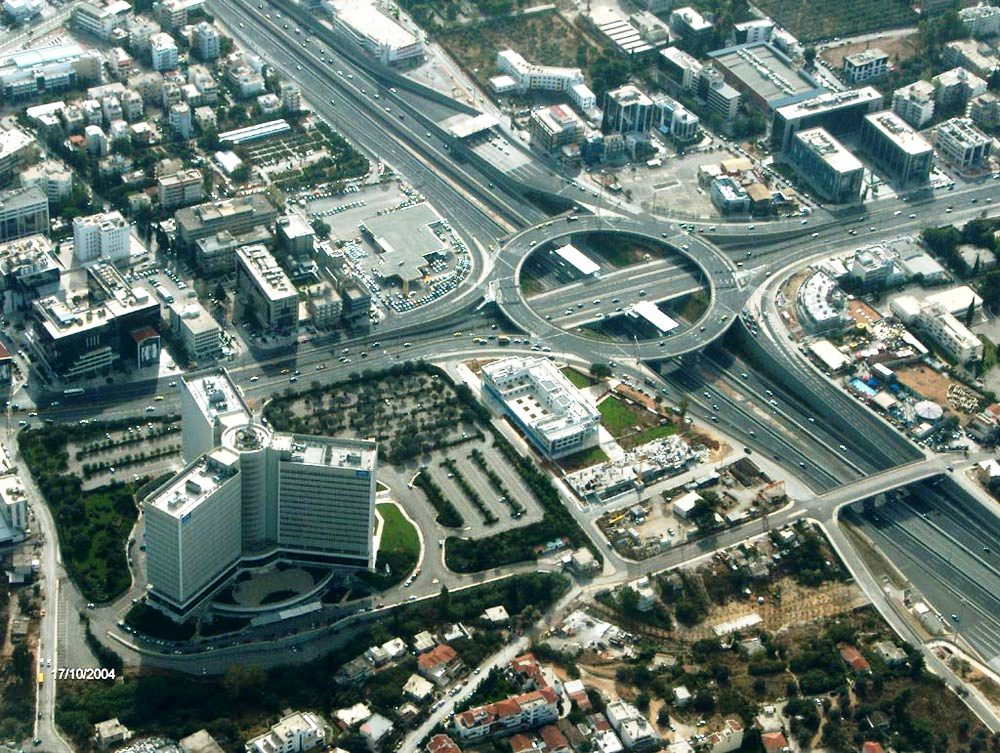
Via Attiki
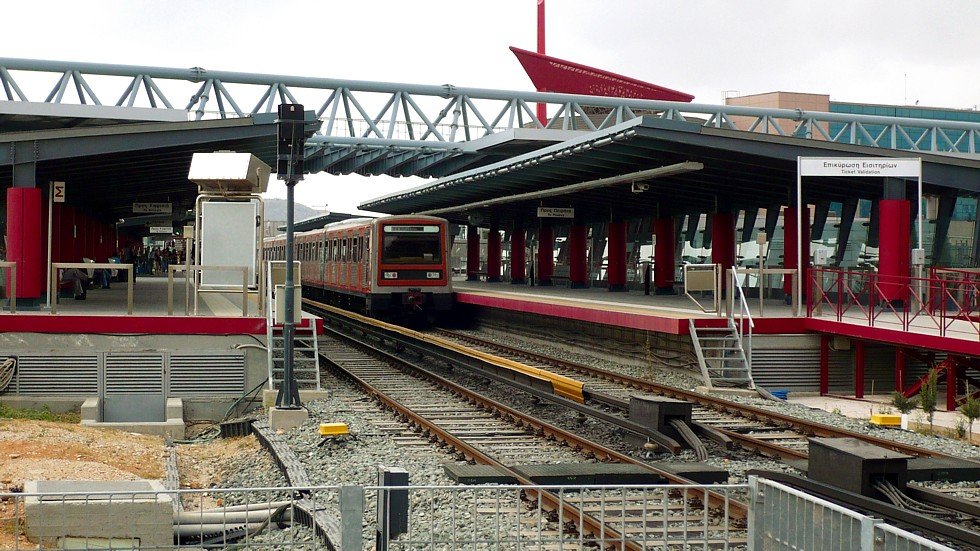
La stazione di Nerantziotissa
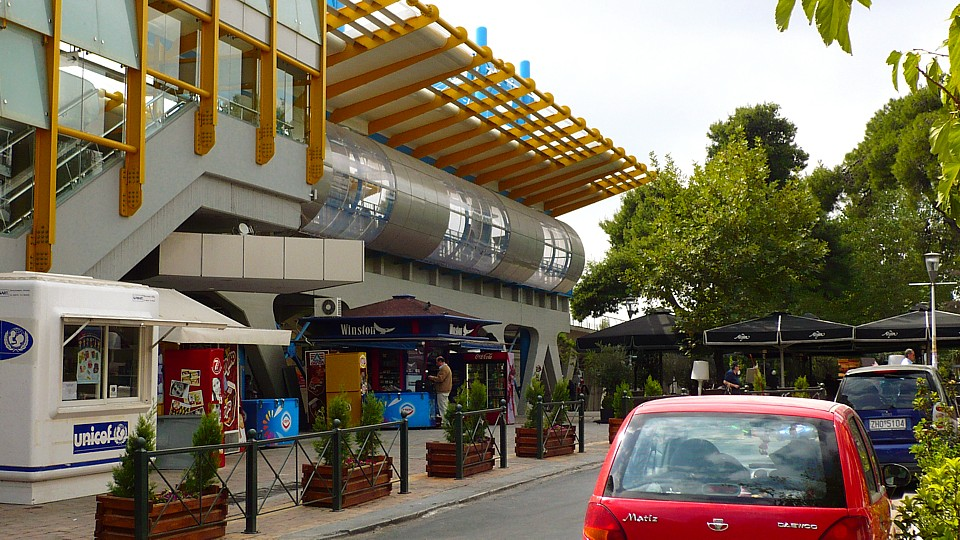
La piazza di Maroussi
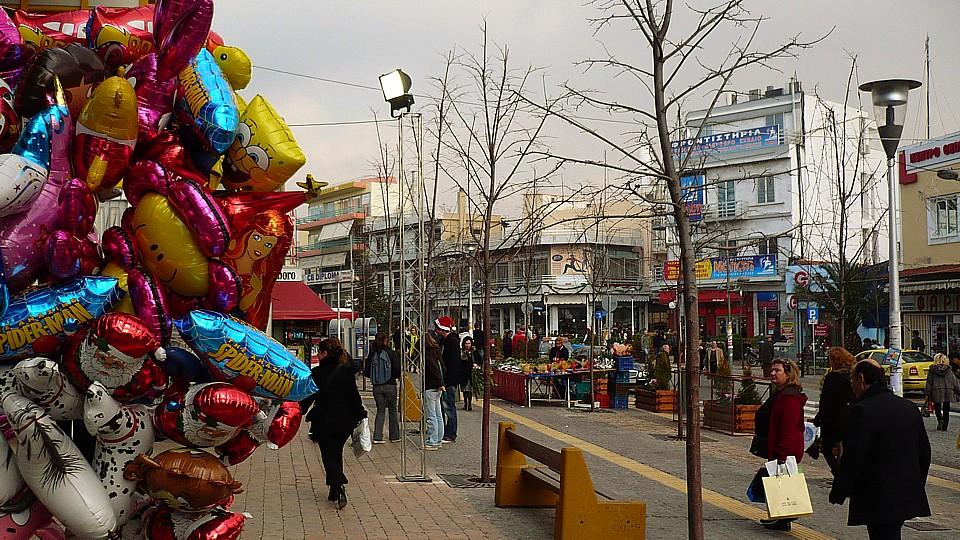
Natale
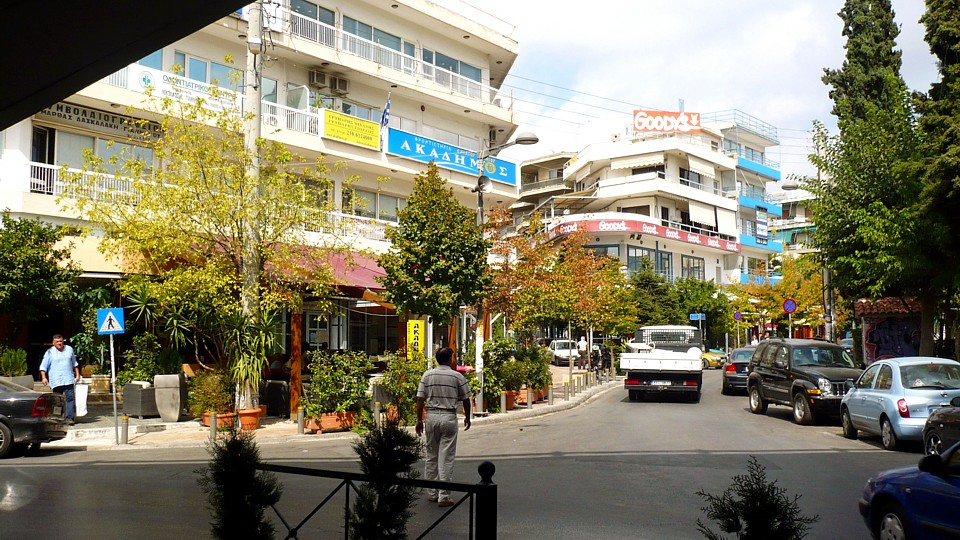
Il centro
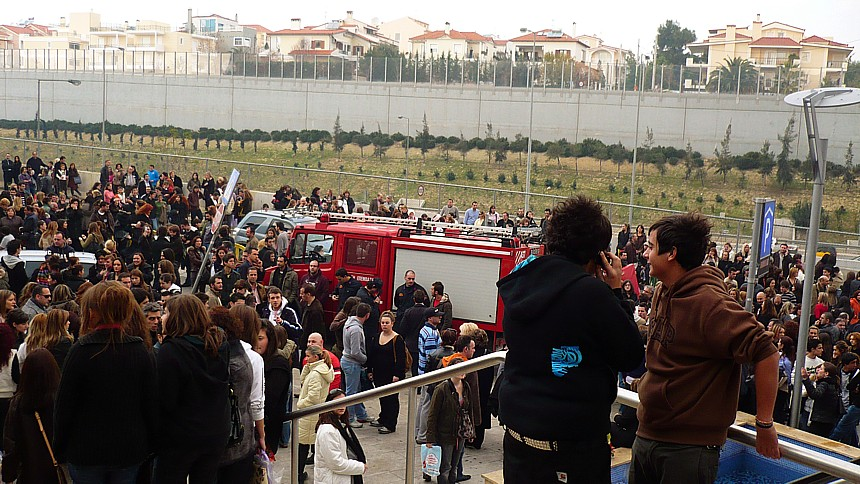
Κόμβος Νερατζιωτίσσης